# Michael Matthews (compositeur)
Pour les articles homonymes, voir Michael Matthews.
Michael Matthews est un compositeur et photographe canadien, né le 28 août 1950 à Gander, Terre-Neuve (Canada). Il a obtenu un doctorat en composition à l'Université du Nord du Texas en 1985. Matthews est membre de la Société royale du Canada et travaille à Victoria (Colombie-Britannique).
Ses photographies abstraites ont été exposées en Allemagne et aux États-Unis,. La maison d'édition canadienne At Bay Press a récemment publié Gibbous Moon, un livre de photographies et de poésie créé en collaboration avec le poète Dennis Cooley.

## Famille et jeunesse
Michael Matthews est né à Gander, Terre-Neuve, en 1950. À cette époque, son père, John Matthews, travaillait pour la compagnie aérienne KLM Royal Dutch Airlines en tant que responsable des opérations au sol. Matthews était encore un nourrisson lorsque sa famille a déménagé à Miami, en Floride, où son père est embauché par la compagnie aérienne américaine Pan Am. Pendant sa jeunesse, Matthews a vécu à Miami (États-Unis), à Kingston (Jamaïque), à Managua (Nicaragua), à Port-d'Espagne et à Piarco (Trinité-et-Tobago), et à Karachi (Pakistan), où il a étudié à la Karachi American School (KAS), dont il est sorti diplômé. Il a ensuite passé une année à l'Université Purdue (États-Unis), étudiant l'ingénierie aéronautique, avant de déménager à Los Angeles, où il a réorienté ses études vers la musique. Après avoir obtenu son doctorat en composition et en direction d'orchestre, Matthews a accepté un poste d'enseignement de neuf mois à l'Université du Manitoba à Winnipeg (Canada). Il enseigne ensuite pendant deux ans à l'Université Mokwon de Taejon (Corée du Sud), puis revient au Canada pour occuper un poste de professeur titulaire à la tête du département de composition de l'École de musique de l'Université du Manitoba (actuellement la Faculté de musique Desautels).

## Formation
Ses professeurs de composition comprenaient Larry Austin à la Faculté de musique de l'Université du Nord du Texas (anciennement l'Université d'État du Nord du Texas), Ben Glovinsky à l'Université d'État de Californie à Sacramento et Aurelio de la Vega à l'Université d'État de Californie à Northridge.

## Carrière
De 1985 à 2012, Matthews a été chef du département de composition à la Faculté de musique Marcel A. Desautels de l'Université du Manitoba à Winnipeg ; il est maintenant professeur émérite dans cette institution. Matthews est un chef d'orchestre, fondateur et directeur artistique de la série de musique nouvelle GroundSwell à Winnipeg. De 2002 à 2004, il a été compositeur en résidence auprès de l'Orchestre symphonique de Saskatoon.
Matthews est membre de la Communauté électroacoustique canadienne (CEC) et de la Ligue canadienne des compositeurs (LCC). Il est aussi compositeur associé du Centre de musique canadienne (CMC).
Les œuvres de Matthews sont publiées par le Centre de musique canadienne et par la maison d'édition musicale internationale Universal Edition.

## Compositions notables
- It is raining gently with light (pour flûte, hautbois, clarinette, saxophone, violon, violoncelle, piano), commande de GroundSwell et Madeline Hildebrand, 2021.
- Till our bodies into the night slip (pour clarinette, violoncelle, piano), commande du SOLI Chamber Ensemble, 2020.
- perishable light (pour alto/alto d'amore et percussions), commande de Park Sounds, 2019[16].
- Septet (pour flûte, hautbois, clarinette, saxophone, violon, violoncelle, piano), Commande de Ensemble Mosaik, 2016.
- Sólo queda el desierto (pour soprano et orchestre de chambre), commande du Montreal Chamber Orchestra, 2014.
- And the sky caught (pour clarinette basse, alto et piano), 2012.
- String Quartet No. 4, commande du Penderecki String Quartet, 2011.
- Six Poems of Novic Tadić (pour mezzo-soprano et orchestre de chambre), 2008.
- El Viento Helado (pour Quintette à Vent), 2007.
- De Reflejo a Fulgor (pour piano et bande magnétique), 2007.
- Einklang (pour 2 pianos), 2007.
- Night Music (pour violon et piano), 2007.
- The Language of Water (pour orchestre à cordes), 2006.
- The Skin of Night (pour saxophone et piano), 2006.
- 3 Duos (Book I) (pour violon et alto), 2005.
- String Quartet No. 3, 2005.
- Symphony No. 3, 2005.
- Prince Kaspar Chamber Opera (basé sur un livret de Per Brask), 2005.
- Piano Quartet, 2004.
- Away, Tear Away (pour quintette à vent et bande magnétique), 2003.
- Las Blancas Sombras (pour voix et guitare), 2003.
- String Quartet No. 2, 2003.
- Particles of One (pour violon et orchestre de chambre), 2002.
- Prelude to Macbeth (pour orchestre), 2002.
- Hommage à György Kurtág (pour 2 violons et 2 violoncelles), 2002.
- Song Fragments (pour violoncelle et piano), 2002.
- Symphony No. 2, 2001.
- On the Outer Edge (pour bande magnétique), 2001.
- Vertical Garden (pour flûte et bande magnétique), 2001.
- Wondering for viola solo 2001.
- Concerto for Cello, 2001.
- Miniatures for String Quartet, 2000.
- Fantasy/Nocturne (pour piano), 1999.
- String Quartet No. 1, 1999.
- . . . of the rolling worlds (pour clarinette basse et bande magnétique), 1999.
- Ernst Toller: Requiem for an Idea (pour violoncelle et acteur), 1999.
- Partita — Images/Fragments (pour violon et piano), 1999.
- Into the Page of Night (pour orchestre), 1998.
- Concerto for Piano, 1998.
- Lorca Sketches (pour orchestre à cordes), 1997.
- Postlude (pour piano), 1997.
- Symphony No. 1, 1997.
- Two Interludes (pour orchestre), 1996.
- Deux chansons d'amour (pour voix et piano), 1996.
- Night Prairie (pour chœur Soprano, Alto, Tenor, Basse), 1995.
- In Emptiness, Over Emptiness (pour soprano et bande magnétique), 1994.
- Two Night Pieces (pour quatre voix d'hommes), 1994.
- Layerings (pour vibraphone et bande magnétique), 1993.
- Scattered Mirrors (pour piano), 1993.
- Out of the Earth (pour soprano et ensemble de chambre), 1993[17].
- Between the Wings of the Earth (pour orchestre de chambre), 1993.
- Rooms of Light (pour chœur soprano, alto, tenor et basse), 1992.
- Four Songs of Japan (pour soprano, alto et piano-forte), 1991.
- Landscape (pour piano et orchestre à cordes), 1990.
- Of Time and Sky (pour piano), 1990.
- The First Sea (pour clarinette basse et bande magnétique), 1989.
- Wind Sketches (pour octuor à vent), 1988.
- The Far Field (pour orchestre), 1987.
- Fantasy (pour violon), 1985.

## Enregistrements
String Quartets Nos. 2 and 3, Miniatures. Clearwater String Quartet, Ravello Records 7910, 2015.